# DAIBAクシン!!GOLD
DAIBAクシン!!GOLD（だいばくしんゴールド）は、フジテレビにて1999年に放送されていたバラエティー番組。放送期間は1999年4月2日～1999年9月24日の毎週金曜の16:25 - 16:55。司会はドロンズ。提供はドリームキャスト（セガ・エンタープライゼス（後のセガサミーホールディングス））。

## 概要
元々この時間は『DAIBAッテキ!!』を毎週月曜～金曜に放送していたが（1998年10月5日 - 1999年3月31日）、1999年春の改編で『FNNスーパーニュース』が30分前倒しで17:25からのスタートとなり、17:00からのドラマ再放送枠が繰り上げで16:30からとなった。
これに伴い月曜～木曜は5分枠（16:25 - 16:30）の『DAIBAクシン!!チェーン』となったが、金曜日のみ30分枠維持となり本番組がスタートした。
前番組『DAIBAッテキ!!』を踏襲した、女性アイドルグループチェキッ娘が活躍する生放送番組であり、司会は引き続きドロンズが務めた。

## 主なコーナー
（以下出典：）
- 唇争奪チューイングボーン!（1999年4月2日）

第1回目のみ放送で、チェキッ娘からのキスを賭け、「当たり」の入った風船を取ったスタジオの観客が応援団員姿のドロンズとの目隠し相撲で対戦、勝ったらキスがもらえたというコーナー。「唇プレゼンター」は上田愛美、進行は矢作美樹、新井利佳の2人が務めた。
- がんばれ!HAIR CUTS

この番組と同じ時間にフジテレビ前の広場でライブをやっているHAIR CUTSの模様をレポートするコーナー。チェキッ娘メンバーの一人がレポーターを務めた。
- 今からでも間に合う特チェキ週末情報
- チェキッ娘グローイングアップ!

チェキッ娘がさまざまなことにチャレンジしていたコーナー。主な種目として、吹き矢、ダブルダッチ、インラインスケート、バスケットボール、瓦割り、記憶術、綱引き、ダーツ、そして箪笥運びがある。
- チェキチェキ生唾情報局!!
- 夕方は○○お買い物テレビ

『午後は○○おもいッきりテレビ』のもじり。チェキッ娘のメンバーのうち一人がある店に出向き、「みのとんた」（みのもんたのパロディ）に扮したドロンズ石本がその店と電話をつないで値切り交渉をするコーナー。
- 大変身チェキプレクイーンを捜せ!!

番組の最初にドロンズに指名されたチェキッ娘メンバーがすぐにメイクなどを施し、有名人などのコスプレに挑戦したコーナー。1999年9月17日に『クイーン決定スペシャル』が放送された。コスプレをしたメンバーおよび役名は以下のとおり。
| 放送日  | メンバー            | 役名                       | 備考 |
| ------- | ------------------- | -------------------------- | --- |
| 5月7日  | 森知子              | 藤原紀香                   | |
| 5月14日 | 田中里奈 甲斐田聡美 | 宇多田ヒカル               | |
| 5月21日 | 野崎恵              | T.M.Revolution（西川貴教） | 「HOT LIMIT」のコスプレ                                                                                     |
| 5月21日 | 大瀧彩乃            | T.M.Revolution（西川貴教） | 「WILD RUSH」のコスプレ                                                                                     |
| 5月28日 | 小林裕美            | 古畑任三郎（田村正和）     | |
| 5月28日 | 大田祐歌            | 河村隆一                   | |
| 6月4日  | 新井利佳            | Misia                      | |
| 6月4日  | 松本江里子          | ローリン・ヒル             | |
| 6月11日 | 五十嵐恵            | 鈴木その子                 | |
| 6月11日 | 藤岡麻美            | バカ殿様（志村けん）       | |
| 6月18日 | 矢作美樹            | 江頭2:50                   | |
| 6月18日 | 上田愛美            | 坂田利夫                   | 直後に坂田本人も登場した。ちなみに坂田は、その後「ひと夏だけのフィーリ ングカップル5vs5」にも出演している。 |
| 6月25日 | 町田恵              | 井手らっきょ               | |
| 6月25日 | 久志麻理奈          | なすび                     | 「電波少年的懸賞生活」 のシーン                                                                             |

- これチェキ・ギャラリー
- QUIZ ゴムパッチンROCK ON

2チームに分かれたチェキッ娘メンバーによる早押しクイズ対決コーナー。形式は1対1で、相手チームから1人指名し、指名されたメンバーが正解なら指名したメンバーにゴムパッチンをすることができるが、誤答の場合はその逆となった。
- チェキッ娘だらけの水泳大会

1998年まで放送された『ドキッ!丸ごと水着!女だらけの水泳大会』のパロディ。当時東京都足立区にあった東京マリンから、1999年7月23日と7月30日の2週にわたって放送された。なお、同施設はその後2001年に閉館となった。
- 13日の金曜ホラーショー（1999年8月13日放送）
- ひと夏だけのフィーリングカップル5vs5（1999年8月20日）

男性ゲストを5人迎え、チェキッ娘メンバー5人がそれぞれ質問後にキスをしてもらいたいという相手を指名。「OK」か「NO」かの判断は口にくわえたゴムパッチンで行なわれた（NOなら口からゴムを離す）。
ゲストは中里栄臣、O-JIRO（PENICILLIN）、袴田吉彦、坂田利夫、佐野瑞樹（フジテレビアナウンサー）。
チェキッ娘からは、矢作美樹、久志麻理奈、森知子、上田愛美、町田恵が出場。
- チェキッ娘だらけの大運動会!!

1999年9月3日放送。「あめ玉探して風船BOMB!」「激走リレーバトル」などのゲームが行なわれた。
- 無記名投票チェキッ娘グランプリ!!（1999年9月10日放送）
- チェキッ娘私はだーれバトル（1999年9月10日放送）
- 実録！チェキッ娘仁義なき戦い（1999年9月17日放送）

## スタッフ
- 構成：野中浩之、松井洋介、小川浩之、白川幸洋、草場滋
- 美術制作：石鍋伸一朗・井上幸夫（共にフジテレビ）
- デザイン：金子隆
- 美術進行：林勇
- 大道具：長島直、大塚進一
- 装飾：田村健治
- 持道具：網野高久
- 衣裳：鋤柄友絵
- メイク：梅沢文子
- かつら：今井奈緒子
- 視覚効果：兼平昭
- 電飾：宇塚敏明
- アクリル装飾：高信作
- タイトル：原野真理子
- 電子タイトル：竹内洋
- TD：馬場直幸（フジテレビ）
- SW：米山和孝（フジテレビ）
- カメラ：岸田花子（フジテレビ）
- VE：大西幸二（フジテレビ）
- 音声：竹下博英（フジテレビ）、太田宗孝【週替り】
- 照明：澤田篤宏（フジテレビ）、小井手正夫
- 音響効果：天野孝弘（4-Legs）
- web master：鬼熊陽一郎
- TK：槇加奈子
- スタイリング：TEES、百足倫子
- 技術協力：八峯テレビ、サンフォニックス、FLT
- 協力：nis、FIP
- 企画協力：秋元康事務所
- ディレクター：服部信男（FCC）、城間康男（当時・フジテレビ）、石井栄一（BEE BRAIN）
- プロデューサー：水口昌彦（フジテレビ）、原知行（オフィス源）
- 制作協力：オフィス源、CONTROL、フローティングアイランドジャパン
- 制作：フジテレビ編成局第二制作部
- 制作著作：フジテレビ